# Droit électoral

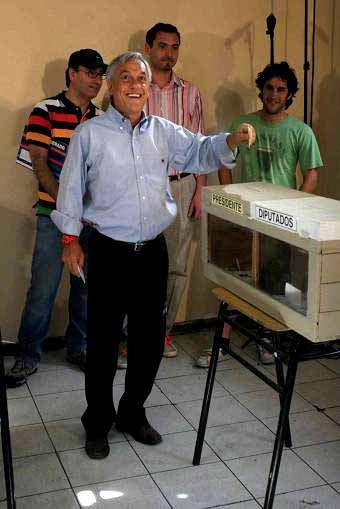
Sébastian Peinera, politique chilien et économiste.

Le droit électoral est la branche du droit public régissant le domaine des élections et des opérations de vote de façon plus générale.
Le droit électoral traite par conséquent également des opérations antérieures ou postérieures au vote : de l'inscription sur les listes électorales, aux campagnes électorales ou à la contestation de l'élection.

## Droit par pays

### Canada
En droit fédéral canadien, la Loi électorale du Canada contient les principales règles sur le déroulement des élections. 
Les provinces canadiennes ont leurs propres lois électorales. Certaines lois concernent les élections provinciales et d'autres portent sur les élections municipales. À titre d'exemple, le Québec a sa Loi électorale ainsi qu'une Loi sur les élections et les référendums dans les municipalités.

### France
En France, le code électoral traite une grande partie de la matière électorale. Cependant d'autres textes encadrent cette matière pour des élections particulières. C'est ainsi que la constitution fixe certaines dispositions générales mais fondamentales concernant l'élection présidentielle, les élections législatives ou sénatoriales.